# Димитрије Новомученик
Свети Димитрије Неомученик (грч. Αγιος Δημητριος Νεομαρτυρας, или Αγιος Δημητριος Ο Ο Νоεος (1779-1803) је хришћански светитељ и новомученик.
Православна црква помиње светог Димитрија 14. априа и 27. јануара.

## Рани живот
Рођен је у Флоки и одрастао у Лигудици, оба у региону Месиније, који се налази у близини регионалног главног града Триполија. Као и већи део Грчке у то време, овим регионом је владало Отоманско царство. Мајка му је умрла када је био веома млад, а његов отац Илија се поново оженио. Због малтретирања о стране маћехе, Диметрије је напустио дом и отишао да тражи посао у Триполију, где је почео да ради као шегрт код грађевинара.
Иако крштен и васпитан како хришћанин, прихватио је ислам, али се касније покајао. Једно време је радио као берберин, пре него што га је игуман манастира Јована Претече препоручио да дође у манастир на острву Хиосу где је једно време боравио.

## Јавна исповест и мучеништво
Диметрије је пао у дубоку депресију када је тежина његовог греха у потпуности превладала и одлучио да како би искупио своју грешку, мора извршити велику епитимију: вратити се у Триполи да би јавно признао да се одриче свог преласка на ислам. Његов игуман је покушао да га одврати, али безуспешно, а Димитрије се вратио у Триполи и више пута јавно признао своје поновно преобраћење у хришћанство. 
Димитрије се пријавио турским властима и јавно исповедао хришћанску веру. Зато је приведен турском судији, осуђен за отпадништво од ислама и осуђен је на смрт 1803. године, упркос покушају посредовања турског пријатеља, који је покушао да га прикрије мењајући записе о Диметријевом признању; Диметрије је то приметио и захтевао је да га ипак погубе, игноришући и саму жељу судије да га пусти. Коначно, Димитрије је одведен на локалну пијацу и тамо је јавно погубљен одсецањем главе; упркос наређењу да се спали, његову одсечену главу и тело локални хришћани су сакрили и сачували као реликвије.